# Slovenské Nové Mesto
Slovenské Nové Mesto este o comună slovacă, aflată în districtul Trebišov din regiunea Košice, pe malul râului Roňava⁠(d). Localitatea se află la altitudinea de 102 m deasupra n.m., se întinde pe o suprafață de 13,38 km2 și în 2017 număra 1.096 de locuitori.

## Demografie
| An:                | 1994 | 2004    | 2014   | 2024   |
| ------------------ | ---- | ------- | ------ | ------ |
| Număr de persoane: | 952  | 1052    | 1104   | 1067   |
| Diferență:         |      | +10,50% | +4,94% | −3,35% |

| An:                | 2023 | 2024   |
| ------------------ | ---- | ------ |
| Număr de persoane: | 1080 | 1067   |
| Diferență:         |      | −1,20% |